# Lynchia meda
Lynchia meda är en tvåvingeart som beskrevs av Maa 1963. Lynchia meda ingår i släktet Lynchia och familjen lusflugor.
Artens utbredningsområde är Irak. Inga underarter finns listade i Catalogue of Life.